# Ostpreußische Nächte
Ostpreußische Nächte ist ein Gedicht beziehungsweise eine Erzählung von Alexander Solschenizyn, dem russischen Schriftsteller und Träger des Nobelpreises für Literatur. Sie wurde, wie Der Archipel Gulag, erst nach seiner Ausweisung aus der Sowjetunion im Jahre 1974 veröffentlicht.
Solschenizyn schrieb darin seine Erlebnisse während der Einnahme Ostpreußens in Gedichtform im Band Ostpreußische Nächte und als Erzählung in Schwenkitten ’45 nieder.
Er schildert Gräueltaten der Soldaten wie Raub, Massenvergewaltigung und Mord, darunter ein Erlebnis in der Stadt Neidenburg in Masuren:
„Zweiundzwanzig, Höringstraße.

Noch kein Brand, doch wüst, geplündert.

Durch die Wand gedämpft – ein Stöhnen:

Lebend finde ich noch die Mutter.

Waren’s viel auf der Matratze?

Kompanie? Ein Zug? Was macht es!

Tochter – Kind noch, gleich getötet.

Alles schlicht nach der Parole:

NICHTS VERGESSEN! NICHTS VERZEIH’N!

BLUT FÜR BLUT! – und Zahn für Zahn.

Wer noch Jungfrau, wird zum Weibe,

und die Weiber – Leichen bald.

Schon vernebelt, Augen blutig,

bittet: »Töte mich, Soldat!

Sieht nicht der getrübte Blick?

Ich gehör doch auch zu jenen!«“ (S. 35.)
In den letzten Zeilen seiner Dichtung bekennt Solschenizyn, dass auch er eine gefangene Frau missbraucht hat.
Solschenizyns Darstellung ist von Kritik und Selbstkritik an den Geschehnissen und Mitgefühl für die Opfer geprägt. Daher versuchte er, die Veröffentlichung zu verhindern, da er befürchten musste, in der Sowjetunion als Vaterlandsverräter bezeichnet zu werden.
Solschenizyn war Träger der millionenfach verliehenen sowjetischen Auszeichnung Medaille „Sieg über Deutschland“.